# 亞代爾縣 (肯塔基州)
亞代爾縣（英語：Adair County）是美國肯塔基州南部的一個縣。面積1,068平方公里。根據美國2010年人口普查，共有人口18,656。縣治哥倫比亞。
成立於1801年12月11日。縣名紀念肯塔基州第八任州長約翰·亞代爾。本縣是一個完全禁酒的縣。